# Тряпка (рассказ)
«Тряпка» — рассказ Антона Павловича Чехова. Написан в 1885 году, впервые опубликован в 1885 году в «Петербургской газете» № 331 от 2 декабря с подписью А. Чехонте.

## Публикации
Рассказ А. П. Чехова «Тряпка» написан в 1885 году, впервые опубликован в 1885 году в «Петербургской газете» № 331 от 2 декабря с подписью А. Чехонте, рассказ не предназначался для печати в собрании сочинений, издаваемом А. Ф. Марксом.

## Сюжет
Действие рассказа происходит в одном провинциальном городе. Однажды вечером к дому фабриканта Блудыхина направлялся секретарь провинциальной газеты «Гусиный вестник» Пантелей Диомидыч Кокин. У Бруднихина в этот вечер ставили любительский спектакль, после которого были танцы и ужин.
Кокин мечтал, как он будет галантно держать себя в зале, как обратят на него внимание кавалеры и барышни, как он встретит Клавдию Васильевну, которая поглядит на него, как на монумент, окликнет и попросит после ужина проводить домой.
Дойдя до дома фабриканта, секретарь скинул лакею шубу и сказал, что он из редакции. Эти слова возымели неожиданное действие — кто-то сверху закричал: «Нельзя! нельзя! Не пускать! Не пускать!».
Кокин занёс ногу на ступень, думая, что эти слова к нему не относятся, но ему загородили дорогу. Выяснилось, что пускать его запретил сам Блудыхин. Ему разрешили пройти по билету, но денег у секретаря не оказалось. Его пустили в дом, но не в зал.
В антракте Кокину удалось поговорить с Блудыхиным. Выяснилась причина его недовольства. Булдыхин сказал: «В последнем номере вашей газеты была великолепная статья… ве-ли-ко-лепная! Но, описывая живую картину „Юдифь и Олоферн“, в которой участвовала моя дочь, он… Бог знает что! Меч, говорит, который держала в руках Юдифь, так, говорит, длинен, что им можно зарезать только издали или же взлезши на крышу… При чем тут крыша? Моя дочь прочла и… заплакала! Это, господа, не критика! Не-ет-с, это не критика! Это личности! Придрался человек к мечу, просто чтоб насолить мне…».
Наговорившись с Кокиным и выяснив, что тот простой секретарь, а статью писал сам редактор «Гусиного вестника», Булдыхин повёл его в зал, но по пути был предупреждён, что приехал генерал. Бросив Кокина у входа, он убежал. Кокин подошел к двери зала, но его не пустили, так как Блудыхин никому о нём ничего не сказал. Пришлось Кокину идти домой, «ему было стыдно, противно».